# 北阿丹西縣
北阿丹西縣（英語：Adansi North District）為迦納阿散蒂大區轄下之一縣。其區域面積828平方公里，2021年人口54,155人，首府為福梅納（Fomena）。2018年3月15日，原縣東南部區域分出新設阿丹西阿索科瓦縣。
經濟方面，北阿丹西縣中含有六處自然森林保護區以及奧布阿西金礦場，奧布阿西金礦場為安格鲁阿散蒂黄金有限公司當中最大的金礦場。
教育及醫療方面，該縣擁有195所學校以及4間大型醫院。
旅遊方面，夸皮亞神殿（Kwapia shrine）為該縣主要旅遊景點。

## 外部連結
- . Statoids.
- GhanaDistricts.com